# 1860 у літературі

## Твори
- Закінчилася публікація роману Вілкі Коллінза Жінка в білому.
- Почалася публікація роману Чарлза Діккенса «Великі сподівання».
- 1860 рік — передостанній рік життя та творчості Тараса Шевченка. За цей рік він написав:
  - вірш «Не нарікаю я на Бога»;

## Видання
- Перше видання п'єси «Гроза» (автор — Островський Олександр Миколайович)
- Вірш «Кто идёт», авт. Апухтін Олексій Миколайович, композитор Петро Чайковський напише музику і вірш стане романсом.
- Констанція Вер'є (фр. Constance Verrier), авт. Жорж Санд

## Народилися
- 29 січня — Чехов Антон Павлович, російський письменник

## Померли
- 31 грудня —Софі де Бавр, французька письменниця, драматургиня, господиня літературного салону.